# Walldürn
Walldürn is een plaats in de Duitse deelstaat Baden-Württemberg, gelegen in het Neckar-Odenwald. De stad telt 11.601 inwoners.

## Geografie
Walldürn heeft een oppervlakte van 105,88 km² en ligt in het zuidwesten van Duitsland.

## Bezienswaardigheden
De basiliek St. Georg is een bedevaartsoord in de Burgstraße.

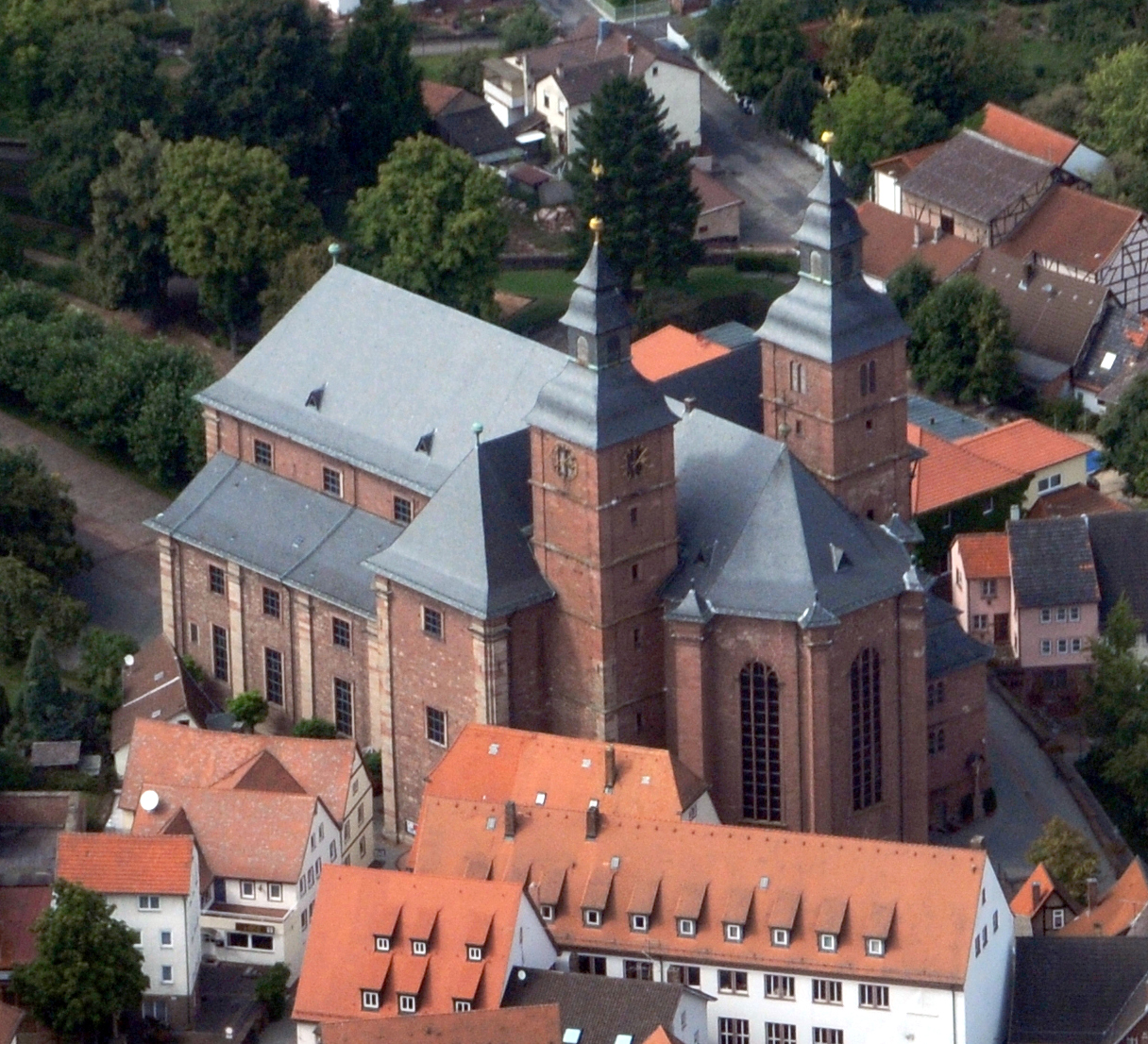
Basiliek St. Georg

## Geboren
- Georg Joseph Bekker (1792 - 1837), filoloog
- Walter Zimmermann (1892 - 1980), botanicus
- Silvia Neid (1964), voetbalster en coach

Adelsheim ·
Aglasterhausen ·
Billigheim ·
Binau ·
Buchen ·
Elztal ·
Fahrenbach ·
Hardheim ·
Haßmersheim ·
Höpfingen ·
Hüffenhardt ·
Limbach ·
Mosbach ·
Mudau ·
Neckargerach ·
Neckarzimmern ·
Neunkirchen ·
Obrigheim ·
Osterburken ·
Ravenstein ·
Rosenberg ·
Schefflenz ·
Schwarzach ·
Seckach ·
Waldbrunn ·
Walldürn ·
Zwingenberg